# Pseudomys australis
Pseudomys australis is een knaagdier uit het geslacht Pseudomys dat voorkomt in Australië. Zijn verspreidingsgebied beslaat het midden van Zuid-Australië. Vroeger was het groter, tot Zuidoost-West-Australië, Zuidwest-Queensland en Noordwest-New South Wales toe. Zijn habitat bestaat uit open, vrij droge gebieden.
De rug is zandgrijs of zilvergrijs, de onderkant wit, met een geleidelijke overgang. De staart is van boven donkerbruin en van onder wit. Dit dier is gedrongen gebouwd, met lange oren en een ronde bek. De kop-romplengte bedraagt 100 tot 140 mm, de staartlengte 90 tot 120 mm, de achtervoetlengte 25 tot 30 mm, de oorlengte 20 tot 25 mm en het gewicht 40 tot 75 gram. Vrouwtjes hebben 0+2=4 spenen.
De soort is deels overdag actief en leeft in holen. Hij eet voornamelijk zaden, maar ook wat wortels en geleedpotigen. Als het dier gealarmeerd wordt gaat hij op zijn achterpoten staan en krijsen. Deze dieren paren als het heeft geregend; de populaties kunnen daardoor sterk fluctueren.